# 到阜阳六百里
《到阜阳六百里》是一部2011年台湾导演邓勇星执导的电影。

## 剧情简介
影片讲述了一个漂泊与回家的故事。
曹俐（秦海璐饰）一个身世乖揣，离乡背井，一路从深圳打拼到上海的年轻女子，生活在扰攘的社会底层与朗朗晴空的交错中。无意的一个赚钱机会，结合了一连串看似善意的骗局，却也成就一条回乡的路，浪漫、贫癠又扎人。善意的起因不是善意，故事的流转让骗子也成了温暖干草；六百里、六万里、或仅仅只是六里路，人生为了回家，终究离开家…

## 演员表
| 演員   | 角色 | 簡介                                                                               |
| 唐群   | 謝琴 | 與曹俐住在兩坪不到的簡陋小房內。                                                   |
| 秦海璐 | 曹俐 | 她心高气傲却难敌生活中一而再再而三的打击，但她却仍然像一株顽强的野草一样努力生存。 |
| 李彬彬 | 狗哥 |                                                                                    |
| 沈羿铨 |      |                                                                                    |
| 方小月 | 小月 |                                                                                    |
| 黃齡   | 小紅 |                                                                                    |
| 董文軍 |      |                                                                                    |
| 周益倫 |      |                                                                                    |
| 石桂英 |      |                                                                                    |
| 袁桂玉 |      |                                                                                    |

## 歌曲
- 〈回家〉--詞／曲：深白色，唱：黃端妤

## 奖项
上海电影节
- “亚洲新人奖”单元最佳导演奖

第48届金马奖
- 最佳影片提名
- 最佳女配角奖：唐群
- 最佳原著剧本奖：杨南倩 邓勇星 秦海璐 葛文喆 席然[2]

第十二届华语电影传媒大奖提名
- 最佳電影
- 最佳編劇
- 最佳女主角：秦海璐
- 最佳女配角：唐群
- 最佳新导演：邓勇星